# Hans-Rolf Stellwagen
Hans-Rolf Stellwagen (* 10. Oktober 1925 in Herne) ist ein ehemaliger Politiker (CDU). Er war Abgeordneter der Volkskammer der DDR.

## Leben
Stellwagen, Sohn eines Angestellten, besuchte die Grund- und Oberschule. Im Zweiten Weltkrieg leistete er Kriegsdienst und geriet als Unteroffizier in Kriegsgefangenschaft. Er erlernte den Beruf des Bankkaufmannes.
1946 trat er der Christlich-Demokratischen Union Deutschlands (CDU) bei und war 1950/51 Stadtverordneter in Neustrelitz. Von 1951 bis 1955 studierte er an der Wirtschaftswissenschaftlichen Fakultät der Humboldt-Universität zu Berlin mit Abschluss als Diplom-Wirtschaftler. Von 1956 bis 1959 war er wissenschaftlicher Oberassistent an der Humboldt-Universität. Gleichzeitig arbeitete er aktiv in der CDU mit, war  u. a. Ortsgruppenvorsitzender und bis 1959 stellvertretender Kreisvorsitzender im CDU-Kreisverband Berlin-Mitte. Später arbeitete er als Hauptbuchhalter im VEB Oberflächenveredelung bzw. VEB Schnitt- und Formenbau Berlin-Köpenick.
Vom 10. Dezember 1959 bis 1962 war er – als Nachfolger von Albert Kotulla – stellvertretender Vorsitzender des Bezirksverbandes Berlin der CDU, dann von 1963 bis 1983 Vorsitzender des Kreisverbandes Berlin-Lichtenberg der CDU. Stellwagen wurde 1960 mit der Otto-Nuschke-Plakette der CDU als äußeres Zeichen des Dankes für die seit 1946 geleistete Arbeit ausgezeichnet.
Von 1963 bis 1967 war Stellwagen Berliner Vertreter in der Volkskammer. Vom 10. November 1965 bis 1990 war er Mitglied des Rates und Leiter der Abteilung Finanzen des Stadtbezirkes Berlin-Pankow und damit der dienstälteste Stadtbezirksrat in Ost-Berlin.
Am 16. Februar 1990 wurde er vom Runden Tisch zum Ersten Stellvertreter des Bezirksbürgermeisters von Berlin-Pankow, Nils Busch-Petersen, gewählt.

## Auszeichnungen
- Verdienstmedaille der DDR
- Medaille „Für ausgezeichnete Leistungen“
- Otto-Nuschke-Ehrenzeichen
- Vaterländischer Verdienstorden in Bronze (1978)